# Campeonato Acreano 1947
In 1947 werd het achttiende Campeonato Acreano gespeeld voor clubs uit de Braziliaanse staat Acre. De competitie werd georganiseerd door de Federação de Futebol do Estado do Acre, die het overnam van de Liga Acreana de Esportes Terrestres en werd gespeeld van 13 juli tot 16 december. Rio Branco werd kampioen. Sommige bronnen zien 1947 als het eerst officiële kampioenschap voor de staat Acre. 

## Eindstand
| Plaats | Club          | Wed. | W | G | V | Saldo | Ptn. |
| ------ | ------------- | ---- | - | - | - | ----- | ---- |
| 1.     | Rio Branco    | 8    | 8 | 0 | 0 | 47:3  | 16   |
| 2.     | Fortaleza     | 8    | 4 | 1 | 3 | 21:18 | 9    |
| 3.     | Independência | 8    | 3 | 1 | 4 | 12:22 | 7    |
| 4.     | América       | 8    | 2 | 2 | 4 | 17:24 | 6    |
| 5.     | Satélite      | 8    | 1 | 0 | 7 | 9:39  | 2    |

|  | Kampioen |

### Kampioen
| Campeonato Acreano de 1947      |
| Acre                            |
| ------------------------------- |
| RIO BRANCO Kampioen (15° titel) |